# 下湾镇
下湾镇，是中华人民共和国广西壮族自治区贵港市桂平市下辖的一个乡镇级行政单位。

## 行政区划
下湾镇下辖以下地区：
下湾社区、下湾村、浪滩村、贝团村、团结村、龙岭村、福高村、北角村、旺江村、上塘村、新庄村、竹草村、甘井村、双福村和邓明村。